# Varanus macraei
Varanus macraei (блакитний деревний варан) — вид плазунів з родини варанових. Ендемік острова Батанта, Індонезія. Цей острів має розмір всього 450 км2. Вид названо на честь герпетолога Дункана Р. Макрея.

## Екологія
Хороший дереволаз, має чіпкий хвіст. Живе в тропічних лісах. Цей вид є денним і деревним, що уникає хижаків втечею на дерево. Швидше за все, споживає комах, дрібних ящірок, дрібні яйця і випадкові ягоди.

## Опис
Вид чорного кольору з синіми плямами, які можуть бути згруповані для формування смуги уздовж спини. Кінець морди світло-блакитний, а нижня щелепа біла. Нижня частина ніг світло-бірюзова. Язик блідо-рожевий. Хвіст удвічі довший решти тіла. Може досягати загальної довжини 100 см, 35 з яких — голова й тулуб.

## Галерея

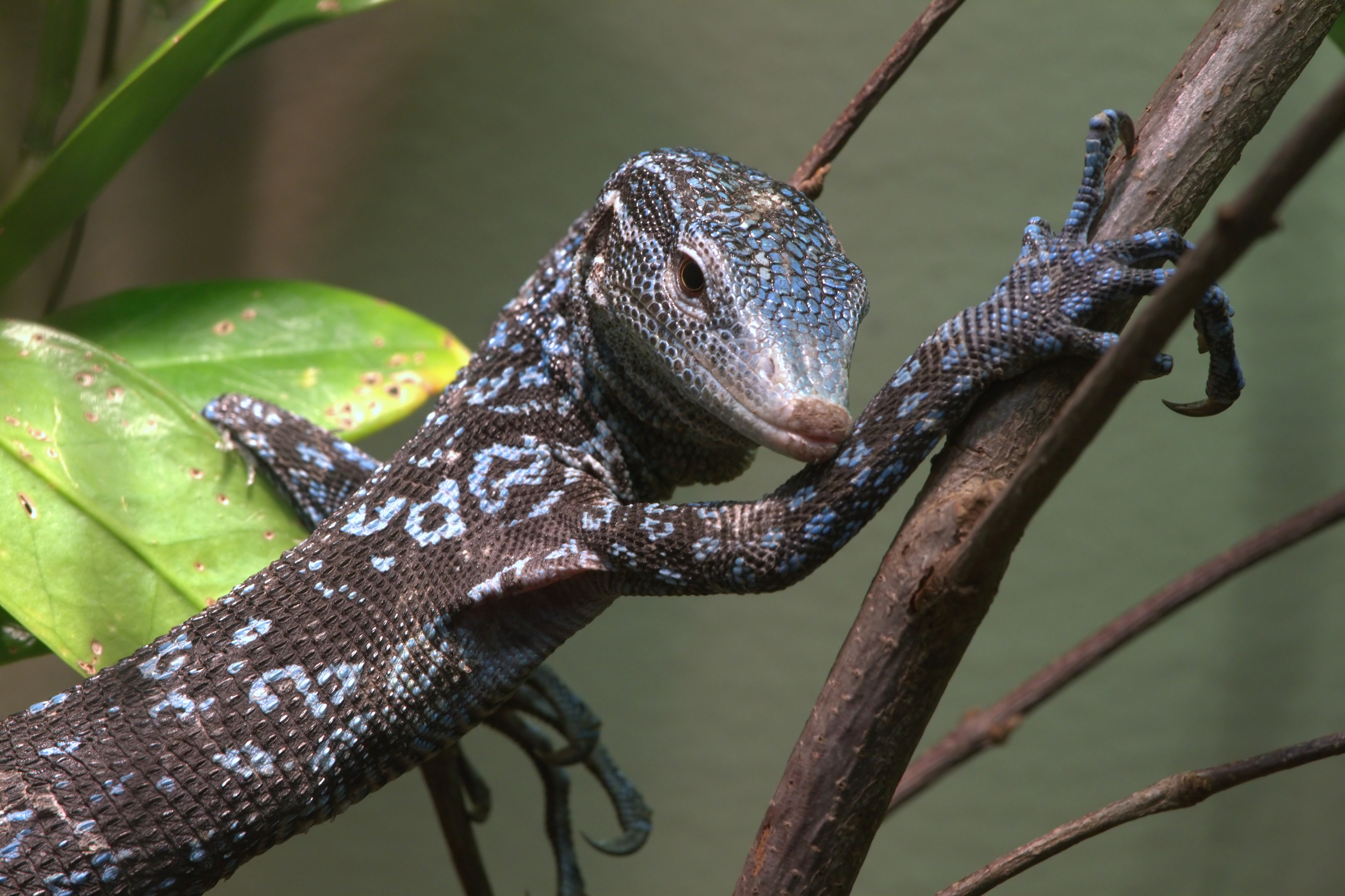
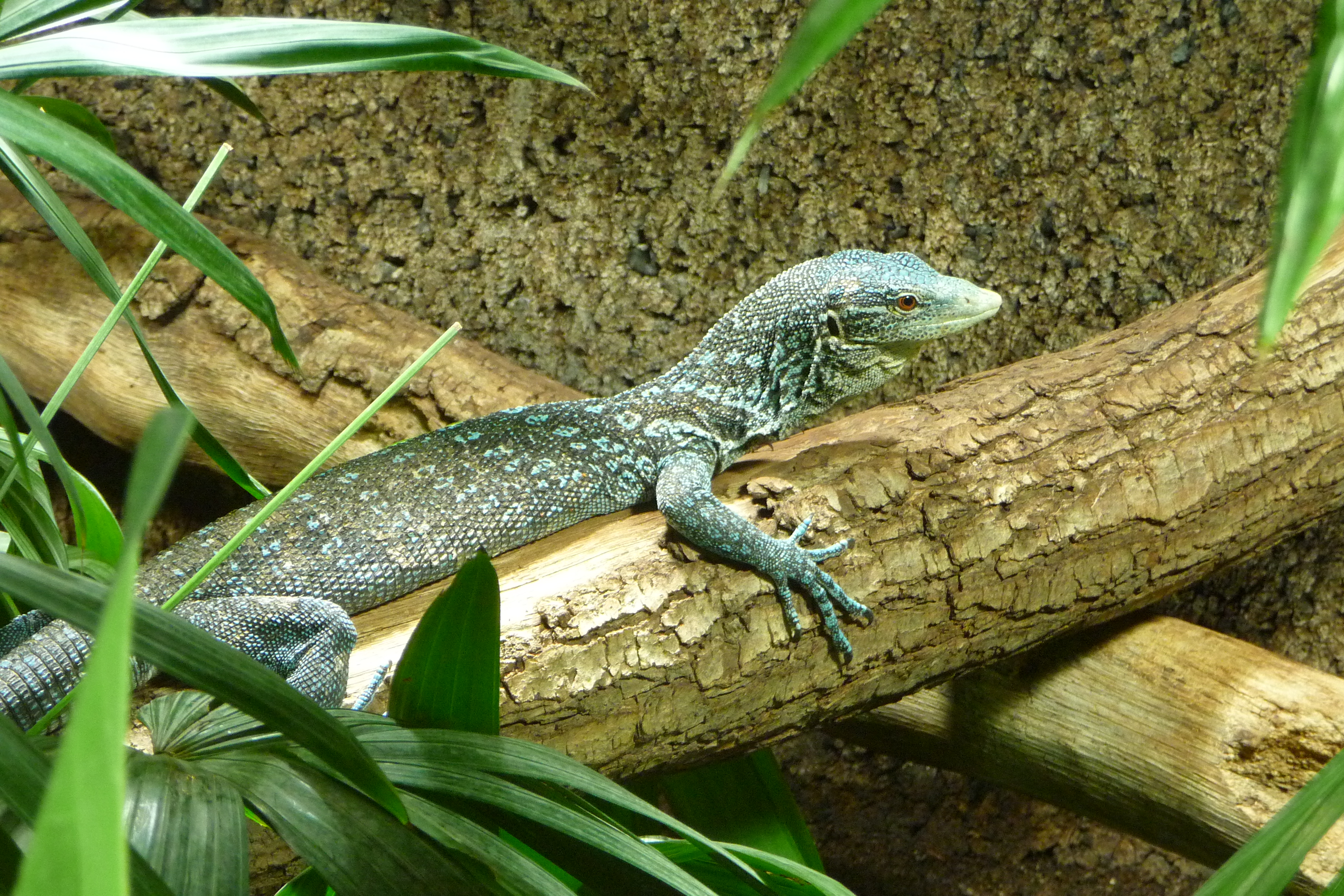